# Alfred Kaiser (Komponist)
Henri Alfred Kaiser (* 1. März 1872 in Brüssel; † 10. Februar 1917 in Bournemouth), später auch Alfred Ignace de Keyser, war Komponist, Textdichter und Verleger. 

## Leben
Kaiser war das älteste Kind Hermann Kaisers (1828–1901) und seiner Gattin Nanette Prins (1845–1929). Unter seinen jüngeren Geschwistern befand sich Karoline (1979–1935), die sich später als „geheime Tochter“ von Kaiserin Elisabeth ausgab. Erkennt man diese historisch unbelegte aristokratische Abstammung nicht an, war Kaiser der Onkel des Hollywoodstars Elissa Landi und des Filmproduzenten Anthony Z. Landi, die Karolines Kinder waren.
Alfred Kaiser galt als Kosmopolit. In Belgien geboren wuchs er zum Teil in Berlin auf, studierte Komposition in Wien bei Anton Bruckner und in Prag bei Josef Bohuslav Foerster und lebte danach in London. 
Vor Ausbruch des Ersten Weltkrieges gehörte der Musiker in Deutschland zu den erfolgreichsten Opernkomponisten der Gegenwart – seine Werke Stella Maris (1910) und Theodor Körner (1912) befanden sich mancherorts sogar gleichzeitig auf den Spielplänen.
Der Komponist verfasste oder übersetzte die Textbücher zu seinen Opern selbst. Im Fall von Theodor Körner hat Kaiser allerdings zu zwei Dritteln auf Zitate aus Gedichten, Dramen und Briefen Körners selbst zurückgegriffen. 
Zu seinen Frühwerken zählt das Ballett  Le violon enchanté, 1995 uraufgeführt in Nantes und die Operette Sous la voile, welche 1900 in Paris Premiere hatte. Seine Oper Le Billet de Josphine wurde ebendort 1902 uraufgeführt, die Volksoper Die schwarze Nina 1905 in Elberfeld; seinem musikalischen Schauspiel Stella Maris, welches 1910 in Düsseldorf mit Ida Salden in der Titelrolle Premiere hatte, folgte 1912 das musikalische Schauspiel Theodor Körner mit seiner Erstaufführung in Düsseldorf. Letzteres wurde im Jahr darauf auch zum hundertjährigen Gedenken der Völkerschlacht bei Leipzig unter dem Dirigenten Hans Knappertsbusch aufgeführt – mit Armand Pardy als Theodor Körner und Kaete Jaenicke als Antonie Adamberger sowie Greta Jansson als Christine Hofer.
Neben den Opern komponierte Alfred Kaiser auch zwei Werke für Symphonieorchester, drei Serenaden für Streichorchester sowie Kammermusik. Zu seinem Werk gehören auch mehrere Werke für Klavier, darunter ein Klavierkonzert.
1914 vollendete Kaiser noch die „lyrische Oper in einem Aufzuge“ Mariquita über den Maler Bartolomé Esteban Murillo, deren Uraufführung für die nächste Spielzeit angekündigt war ebenso wie die einer neuen Symphonie, die Otto Lohse in Brüssel dirigieren sollte.
Während des Ersten Weltkrieges änderte er seinen Namen in De Keyser, weil sein ursprünglicher Name in England Anfeindungen aufgrund des deutschen Kaisers hervorrief.
Der Komponist lebte zuletzt in London im Viertel Tufnell Park. Er war auch Geschäftsführer der Iris Publishing Company, eines von seiner Ehefrau Andree de Keyser gegründeten Spezialverlages für literarische Übersetzungen ins Englische.
Alfred Kaiser starb 1917 während eines Ferienaufenthaltes in Bournemouth, wo ein Denkmal zu seinem Gedenken errichtet wurde.